# The Half Sisters
The Half Sisters ist eine philippinische Kinderfilm-Fernsehserie, die vom 9. Juni 2014 bis zum 15. Januar 2016 auf GMA Network ausgestrahlt wurde.

## Handlung
Diana und Ashley sind ganz spezielle, nicht-identische Zwillinge. Beide wurden gesund und gut zur Welt gebracht, aber die Umstände machen sie zu einem außerordentlich seltenen Paar: Während sie sicherlich von derselben Mutter geboren wurden, haben diese Zwillinge tatsächlich verschiedene Väter.
Als ihre Mutter Rina ihren Eisprung hatte und mit ihrem Mann Alfred intim wurde, war sie auch von einem früheren Geliebten, Benjie, vergewaltigt worden. Aber obwohl es Rina gelungen war, dieses geheim zu halten, zweifelt Alfred daran, dass Diana wirklich sein Kind ist; so fordert er einen DNA-Test. Es stellt sich heraus, dass Ashley wirklich Alfreds Tochter ist und Diana von Benjie gezeugt wurde. Im Lichte der neuen Erkenntnisse wird Benjie für sein Verbrechen verurteilt.
Viele Jahre vergehen und die Umstände haben sich geändert. Benjie ist jetzt ein wohlhabender Geschäftsmann, aber Alfred ist ein verarmter Versager. Konflikte entstehen, als Alfred Ashley bittet, so zu tun, als sei sie Benjies Tochter, um Dianas Geburtsrecht und ihr Familienvermögen zu stehlen.

## Besetzung
| Schauspieler     | Rolle                                     |
| Mel Martinez     | Venus Mercado                             |
| Vaness del Moral | Jackie Perez-Alcantara / Estrella Liwanag |
| Pancho Magno     | Juancho Rodriguez                         |
| Jak Roberto      | Ambo                                      |
| Sanya Lopez      | Lorna                                     |
| Buboy Villar     | Marlon                                    |
| Carmen Soriano   | Doña Lupita Valdicañas                    |
| Gloria Romero    | Elizabeth McBride                         |
| JC Tiuseco       | Carl Valdicañas                           |
| Carlo Gonzales   | Dr. Paulo Zulueta                         |
| Pinky Marquez    | Cleo Castillo                             |
| Wynwyn Marquez   | Vanessa Rodriguez                         |
| Juancho Triviño  | Charles                                   |
| Archie Adamos    | Felix                                     |
| RK Bagatsing     | Warren                                    |
| Shyr Valdez      | Cynthia                                   |
| Eula Valdez      | Isabella dela Rhea                        |
| Neil Ryan Sese   | Jacob dela Rhea                           |
| Lovely Rivero    | Julie                                     |
| Patricia Ysmael  | Luz                                       |
| Dale Rossly      | Anica                                     |
| Raymart Santiago | Carlito Castillo                          |
| Karyn Johnston   | Paula                                     |
| Ruru Madrid      | Joaquin Castillo                          |
| Cherie Gil       | Magnolia McBride                          |
| Eddie Garcia     | Eduardo Guevarra-McBride                  |
| Aljur Abrenica   | Malcolm Angeles                           |
| Benjie Paras     | Peter                                     |
| Francine Garcia  | Kendra                                    |
| Gardo Versoza    | Santi Abarrientos III                     |
| Chanda Romero    | Cielo Magdalena                           |
| Luz Valdez       | Belinda Magdalena                         |